# Buellia scheideggeriana
Buellia scheideggeriana är en lavart som beskrevs av Bricaud & Cl. Roux. Buellia scheideggeriana ingår i släktet Buellia och familjen Physciaceae.   Inga underarter finns listade i Catalogue of Life.